# トルコサッカー連盟
トルコサッカー連盟（トルコサッカーれんめい、土: Türkiye Futbol Federasyonu, 略称: TFF、英: Turkish Football Federation）は、トルコにおけるサッカーの統括団体である。1923年に設立。
サッカートルコ代表、スュペル・リグ、テュルキエ・クパスの運営を行っている。

## 歴史
1923年にトルコサッカー連盟を設立し、同年国際サッカー連盟（FIFA）に加盟したが、地域連盟には未加盟のまま活動を続けた。当時はまだワールドカップ地区予選が現在のように、地域連盟ごとに分かれていなかった。欧州よりの代表という事でトルコ代表はスペイン代表との対戦を勝ち抜けば1954年スイスワールドカップに出場出来る事になり、ホーム・アンド・アウェーで1勝1敗、中立地イタリアでのプレーオフも2－2で引き分け、抽選でスイスワールドカップ初出場を決めた。
1958年スウェーデンワールドカップ地区予選では、今度はアジア・アフリカ予選にエントリーしたが、1次ラウンドでイスラエル代表との対戦を拒否し棄権した。依然として地域連盟未加盟だったが、1960年欧州ネイションズカップ予選ラウンドに出場し、1回戦でルーマニア代表と対戦する事になった。1958年11月2日の第1戦はアウェイで0－3で敗れ、1959年4月26日の第2戦はホームで2－0で勝利したものの、2試合合計2－3で敗退した。1962年に、トルコサッカー連盟はようやく欧州サッカー連盟（UEFA）に加盟した。